# UCI-Cyclocross-Weltcup 2000/01
Beim UCI-Cyclocross-Weltcup 2000/01 wurden von November 2000 bis Januar 2001 durch die Union Cycliste Internationale Weltcup-Sieger im Cyclocross ermittelt. 
Es gab ausschließlich Rennen für Männer in der Elite, die an sechs Weltcup-Stationen in sechs verschiedenen Ländern ausgetragen wurden.

## Elite

### Männer
| Rnd | Datum             | Ort         | Erster              | Zweiter             | Dritter             |
| --- | ----------------- | ----------- | ------------------- | ------------------- | ------------------- |
| 1   | 5. November 2000  | Bergamo     | Richard Groenendaal | Bart Wellens        | Mario De Clercq     |
| 2   | 18. November 2000 | Tábor       | Bart Wellens        | Richard Groenendaal | Mario De Clercq     |
| 3   | 3. Dezember 2000  | Leudelange  | Richard Groenendaal | Erwin Vervecken     | Petr Dlask          |
| 4   | 17. Dezember 2000 | Zolder      | Sven Nys            | Petr Dlask          | Bart Wellens        |
| 5   | 7. Januar 2001    | Zeddam      | Sven Nys            | Petr Dlask          | Richard Groenendaal |
| 6   | 21. Januar 2001   | Pontchâteau | Richard Groenendaal | Daniele Pontoni     | Petr Dlask          |

Gesamtwertung
| Platz | Name                | Punkte |
| ----- | ------------------- | ------ |
| 1     | Richard Groenendaal | 310    |
| 2     | Bart Wellens        | 225    |
| 3     | Mario De Clercq     | 223    |
| 4     | Petr Dlask          | 218    |
| 5     | Erwin Vervecken     | 190    |
| 6     | Sven Nys            | 179    |